# Karl Johnsson (serieskapare)
Karl Johnsson, född 1980 i Stockholm, är en svensk serieskapare och illustratör. Han är bland annat utbildad vid Nyckelviksskolan och Gävle högskola (serie- och bildberättarprogrammet).
Han debuterade 2010 med serieromanen Mara från Ulthar, som är inspirerad av H.P. Lovecrafts universum.
Tillsammans med Kim W. Andersson och Lina Neidestam tecknade han Berättelser från Engelsfors, i samarbete med författarna Sara Bergmark Elfgren och Mats Strandberg. Boken är ett slags del 2,5 i Engelsforstrilogin.
Karl Johnsson har tillsammans med Sara Bergmark Elfgren skapat serieromanen Vei - bok 1, som kom ut 2017, en episk fantasyberättelse inspirerad av nordisk mytologi. Den andra och sista boken - Vei - bok 2 - kom ut i april 2019. Serien gick först som följetong i tidningen Utopi, men omarbetades i grunden innan den gavs ut i bokform.
Karl Johnsson har tecknat och skrivit korta äventyr för tidningen Fantomen. Han illustrerar barnböcker och läromedel, och arbetar även med concept art och storyboard för film, teve och reklamfilm.